# 훈제육

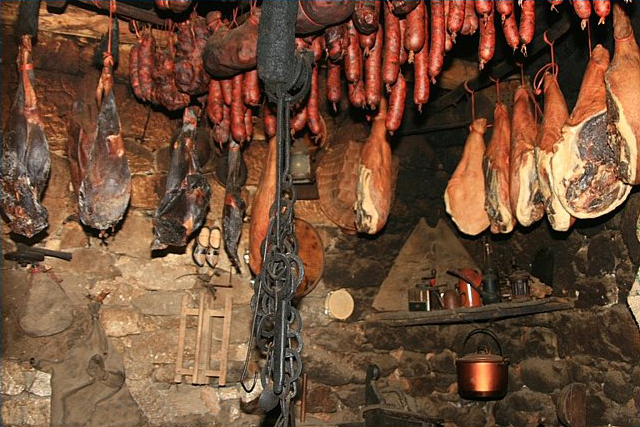
훈제고기

훈제고기란 적색육이나 생선을 훈제한 고기를 뜻하며, 선사 시대 당시부터 상하기 쉬운 풍부한 단백질이 함유된 고기를 장기간 동안 보존하는 방법이 고안되었다.
훈제고기는 제조 과정에서 맛의 풍미를 더해 주는 특징이 있으며, 현대에는 훈제고기를 만들기 이전 탈수 및 페놀류 등을 이용한 살균 작업을 거친다.
선사 시대 당시 세계의 각종 문명에서 생선을 건조시키는 도중 파리를 쫓기 위해 불을 피워 연기를 냈으며, 이후 연기를 이용해 음식을 장기간 보존할 수 있는 방법을 발견했다.
대표적인 훈제고기로는 바비큐가 있다.

## 같이 보기
- 훈제생선
- 훈제란
- 마른고기
- 염장고기
- 스모크트 미트